# Grotta-Pelos-Kultur
Die Grotta-Pelos-Kultur ist eine vorgeschichtliche Gesellschaft auf der griechischen Inselgruppe der Kykladen. Sie beginnt im Neolithikum in der Mitte des 4. Jahrtausends v. Chr. und setzt sich in der Bronzezeit bis etwa 2650 v. Chr. fort. Damit markiert sie den Anfang der sogenannten Kykladenkultur und wird häufig mit der relativen Phase Frühkykladisch I (FK I) gleichgesetzt. Die Kultur wurde von dem britischen Archäologen Colin Renfrew nach Fundorten in Grotta (griechisch Γρόττα) auf der Insel Naxos und Pelos (Πηλός Pilos) auf Milos benannt. Weitere Funde aus dieser Kultur wurden andernorts auf derselben Insel und in der untersten Schicht der Ausgrabungen in Phylakopi auf Milos gemacht. Von Christos Doumas wird die Kultur nach einem der anderen Fundorte auf Naxos auch als Pelos-Lakkoudes-Kultur bezeichnet.

## Bauten
Siedlungsbauten sind aus dieser Zeit kaum bekannt, die meisten Erkenntnisse stammen von Ausgrabungen an Nekropolen. An Friedhöfen, die über Gräberfunde der Kultur zugeordnet werden, wurden auch Mauerreste gefunden. In Ágii Anárgyri (Άγιοι Ανάργυροι) auf Naxos wurde eine fast 40 m lange und etwa 1 m hoch erhaltene Mauer aus flachen Feldsteinen der Insel ergraben. Die Steine sind ohne Bindemittel aufgeschichtet und stützen das Gräberfeld auf einer Art Terrasse.
Ursprünglich ging man davon aus, dass Wohnbauten entweder lediglich einfache Hütten aus Schilf waren oder ihre flachen Fundamente durch Erosion heute nicht mehr erkennbar sind. Neuere Ausgrabungen seit den 1990er Jahren lassen aufgrund von Mauerresten darauf schließen, dass es in Strofilas auf Andros schon im späten Neolithikum befestigte Siedlungen gab. Auch in Markiani auf Amorgos sind Mauern in FK I datiert worden, die dann bis zum Ende von FK II genutzt wurden. Weitere Siedlungsreste aus der Grotta-Pelos-Kultur wurden in Skarkos auf Ios gefunden.
Nachdem die Friedhöfe nur 15–20 Gräber umfassten, ist anzunehmen, dass die Menschen nicht in Dörfern siedelten, sondern Familien oder Klans in einem oder wenigen Einzelhäusern lebten.

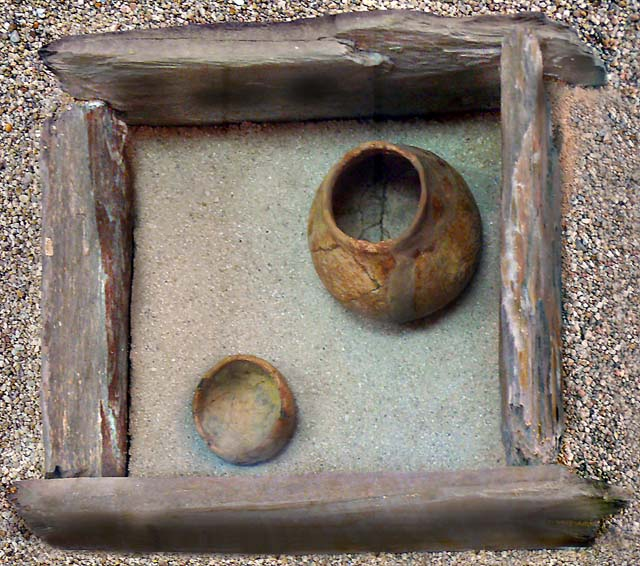
Rekonstruktion eines vergleichbaren Grabs von der Iberischen Halbinsel

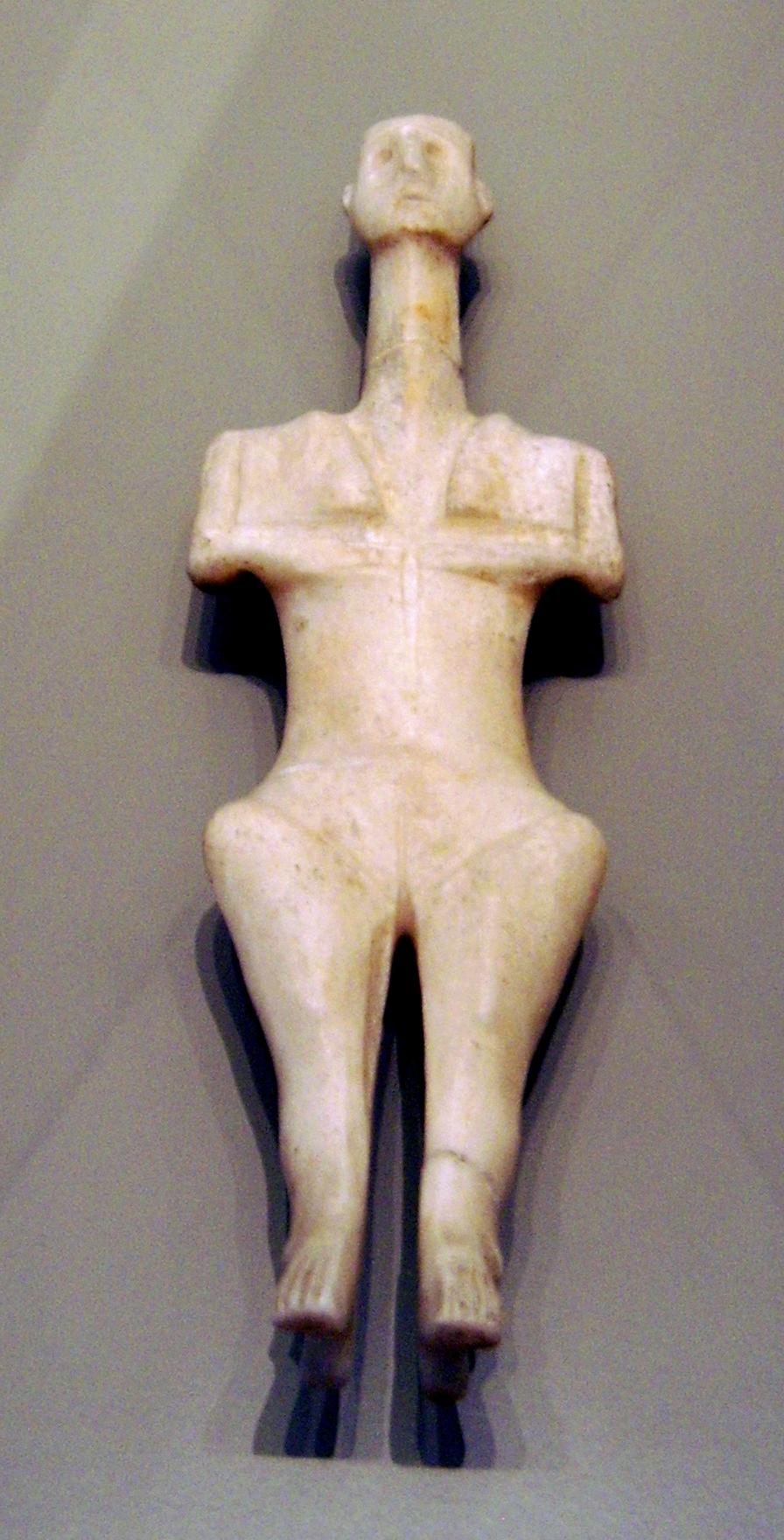
Kykladenidol der Grotta-Pelos-Epoche, Fundort vermutlich Delos, Antikensammlung Berlin

## Gräber
Die Gräber selbst bestehen aus aufgestellten flachen Steinplatten oder kleinen Losesteinmauern und enthalten in der Regel nur einen Leichnam. Gelegentlich wurden zwei bis acht Verstorbene in einem Grab beigesetzt, das manchmal zwei durch eine Steinplatte getrennte Ebenen aufwies.
Grabbeigaben waren nicht in jedem Grab enthalten. Sie bestehen zumeist aus keramischen Gefäßen in Form von Schalen oder Krügen aus dem dunkeln Ton der Inseln. Die Formen sind dickwandig und plump, Verzierungen bestehen in aufgemalten Spiralen und (seltener) geometrischen Mustern. Einige wenige Gefäßen aus Marmor sind bekannt.
In einigen Gräbern wurden Figuren ebenfalls aus Marmor gefunden, die dem Typ der Kykladenidole zugeordnet werden. Drei Formen herrschen vor: Gut erkennbare menschliche Formen stehender Figuren mit sich auf dem Bauch berührenden Händen, stark stilisierte menschliche Figuren mit kurzen abgespreizten Armen und drittens abstrakte Figuren, deren Form an eine Violine erinnert.
Metalle sind sehr selten. Lediglich in einem Gräberfeld auf Naxos wurden einige Stücke Kupferdraht, mehrere Ahlen aus demselben Material und eine Halskette mit Silberperlen gefunden.

## Kultur
Die Grotta-Pelos-Kultur entspricht in den wesentlichen Zügen den zeitgenössischen Kulturen auf dem griechischen Festland, der Insel Kreta und besonders in der Konstruktion der Gräber der Kultur von Iasos an der Westküste Kleinasiens. Sie gilt als Weiterentwicklung der noch zur Jungsteinzeit gehörenden Siedlungskultur von Kephala auf Kea.
Neuere Funde im Gräberfeld von Grotta verbinden keramische Scherben mit weißer geometrischer Bemalung und Klingen aus Obsidian und erinnern damit an die jungsteinzeitliche Siedlung von Saliagos. Nachdem diese Kultur bereits 3700 v. Chr. erloschen ist, bevor die Grotta-Pelos-Kultur Mitte des 4. Jahrtausends entstand, sind Zusammenhänge und kulturelle Überlieferung unbekannt.